# پاپاورین
پاپاورینبرای درمان اسپاسم، وازواسپاسم و گاهی در اختلال نعوظ مردان استفاده می‌شود. پاپاوارین یک آلکالوئید اوپیوئید از مشتقات بنزیل ایزوکینولین است و از نظر ویژگی‌های ساختاری و داروشناختی تفاوت‌های قابل ملاحظه‌ای با آلکالوئیدهای مسکن تریاک از جمله مرفین دارد. پاپاورین نامحلول در آب است و به همین دلیل در شیره تریاک وجود ندارد.
پاپاورین در شکل آمپول در ایران موجود است.

## موارد مصرف
- درمان ناتوانی جنسی در مردان با تزریق داخل پنیس
- بهبود کاهش خونرسانی (ایسکمی) مغزی و محیطی ناشی از انقباض (اسپاسم) شریانی و کاهش خونرسانی عضله قلب (ایسکمی میوکارد)، درمان انسداد رگهای قلب (کرونر) و حالات خاص انقباض رگها (آنژیواسپاستیک) مغزی
- اثر آنتی اسپاسمودیک عضلات صاف مثل عروق خونی، مثانه، مجاری ادراری و اسپاسم‌های روده‌ای

## مکانیسم اثر
پاپاورین آلکالوئید اپیوئیدی است.

## عوارض جانبی
اختلال در بینایی، دل درد، ضعف، زرد شدن پوست یا چشم به صورت نادر، واکنش‌های محل تزریق، تنگی نفس، سردرد، افزایش ضربان قلب و فشار خون، تعریق زیاد، فلاشینگ (گرگرفتگی صورت).پریاپیسم